# Мэй, Ральфи
Ральфи Дьюрен Мэй (англ. Ralph Duren May; 17 февраля 1972; Чаттануга - 6 октября 2017; Лас-Вегас) — американский стендап-комик

 и актёр.

## Биография
Ральфи Дьюрен Мэй родился 17 февраля 1972 года в городе Чаттануга, штат Теннесси, США. Был младшим, четвёртым ребёнком в семье; детство провёл в городке Кларксвилл (штат Арканзас). В шестнадцатилетнем возрасте он попал в автокатастрофу в которой получил 42 различных перелома; полностью от последствий этой аварии он так и не оправился до конца жизни. С юношеских лет его кумиром был стендапер Сэм Кинисон и, идя по его стопам, он в 17 лет он выиграл конкурс и, вдохновлённый успехом, переехал в Хьюстон, где окончил Высшую школу исполнительских и визуальных искусств, по окончании которой поселился в Лос-Анджелесе, чтобы продолжить комедийную карьеру.
В 2003 году Мэй был выбран для участия в первом сезоне шоу «Last Comic Standing», где занял второе место; первое место занял Дат Фан. После этого он стал нередко появляться в «The Wayne Brady Show» и «The Tonight Show with Jay Leno». 
В 2005 году он стал единственным белым комиком в «The Big Black Comedy Show» и в том же году выпустил свой первый комедийный альбом «Just Correct»; позднее он записал ещё несколько программ (см. раздел «Дискография»).
Ральфи Дьюрен Мэй умер 6 октября 2017 года в городе Лас-Вегасе (штат Невада) от остановки сердца; последние несколько месяцев он боролся с пневмонией, но при этом продолжал выступать на сцене.
На протяжении всей жизни Мэй страдал ожирением, толчком к которому послужила автокатастрофа, которую он перенёс в юношестве. Его вес достигал 360 килограмм, в 2004 году ему была сделана операция на желудке, что, вместе со специальными диетами, позволило ему похудеть на двести килограмм.

## Семья
3 июля 2005 года Ральфи Дьюрен Мэй женился на комедийной актрисе Лахне Тернер (англ. Lahna Turner); в этом браке у них родились двое детей (дочь April June May и сын August James May) В октябре 2015 года супруги подали на развод, который затянулся из-за споров по опеке над детьми; судебную тяжбу прервала смерть Мэя.

## Фильмография
| Год  | Название                                      | Роль    | Примечания |
| ---- | --------------------------------------------- | ------- | ---------- |
| 2002 | For Da Love of Money                          | Otis    |            |
| 2003 | Just Correct                                  | Himself | [ 5 ]      |
| 2003 | Whoopi                                        | Sammy   |            |
| 2005 | Big Black Comedy: Vol. 2                      | Himself | [ 5 ]      |
| 2005 | Big Black Comedy: Vol. 4                      | Himself | [ 5 ]      |
| 2006 | Girth of a Nation                             | Himself |            |
| 2007 | Prime Cut                                     | Himself |            |
| 2007 | Bangin' With Ralphie May                      | Himself | [ 5 ]      |
| 2008 | The Best of Comics Unleashed With Byron Allen | Himself | [ 5 ]      |
| 2008 | Austin-Tatious                                | Himself | [ 5 ]      |
| 2012 | Too Big to Ignore                             | Himself |            |
| 2013 | Imperfectly Yours                             | Himself |            |
| 2013 | Squidbillies                                  | P-NUT   | [ 5 ]      |
| 2015 | Unruly                                        | Himself |            |
| 2016 | Inside Amy Schumer                            | Ralphie |            |
| 2017 | Penn & Teller: Fool Us                        | Himself | [ 5 ]      |

## Дискография
| Год  | Название          |  |  |
| ---- | ----------------- |  |  |
| 2005 | Just Correct      |  |  |
| 2006 | Girth of a Nation |  |  |
| 2007 | Prime Cut         |  |  |
| 2008 | Austin-Tatious    |  |  |
| 2012 | Too Big to Ignore |  |  |
| 2013 | Imperfectly Yours |  |  |
| 2015 | Unruly            |  |  |